# Liste der denkmalgeschützten Objekte in Prinzersdorf
Die Liste der denkmalgeschützten Objekte in Prinzersdorf enthält das denkmalgeschützte, unbewegliche Objekt der Gemeinde Prinzersdorf im niederösterreichischen Bezirk Sankt Pölten-Land.

## Denkmäler
| Foto |                 | Denkmal                                                         | Standort                               | Beschreibung | Metadaten |
| ---- | --------------- | --------------------------------------------------------------- | -------------------------------------- | --- | --- |
| ja   | Datei hochladen | Kath. Filialkirche Hl. Familie HERIS-ID: 50423 Objekt-ID: 55371 | Hauptplatz 3 Standort KG: Prinzersdorf | 1961–66 nach Plänen von Julius Bergmann erbaut. Expressionistischer Bau in Skelettbauweise mit beherrschendem Fassadenturm sowie an- und absteigend konstruierten Dächern, stellt das „Schiff Petri“ dar. An der Ostfassade monumentales Mosaik der Heiligen Familie von Hermann Bauch. | BDA-Hist.: Q27133815 Status: § 2a Stand der BDA-Liste: 2025-06-30 Name: Kath. Filialkirche Hl. Familie GstNr.: 211/2 Filialkirche hl. Familie, Prinzersdorf |